# Lucjan Trela
Lucjan Trela (Turbia, 1942. június 25. – Stalowa Wola, 2019. február 12.) lengyel ökölvívó, olimpikon.

## Pályafutása
1966 és 1971 között öt alkalommal volt lengyel bajnok. Részt vett az 1968-as mexikóvárosi olimpián. 1966 és 1974 között tagja volt a lengyel válogatott keretnek.

## Sikerei, díjai
- Lengyel bajnokság
  - bajnok (5): 1966, 1967, 1968, 1970, 1971
  - 2.: 1973
  - 3. (4): 1962, 1965, 1974, 1975